# Peter Putnam
Peter Matthew Putnam (ur. 6 sierpnia 1976 w Dalton w stanie Georgia) to amerykański kulturysta, zawodnik fitness i trener. Zwycięzca zawodów 2004 NPC Collegiate Nationals, 2007 NPC National w kategorii lekkociężkiej oraz 2008 NPC Nationals, w tej samej kategorii. Uczestnik zmagań IFBB 2009 Europa Supershow oraz 2010 Sacramento Pro Championships. Gościł na okładkach czasopism: Flex, IronMan, Muscle and Fitness, Muscle Mag International.